# Хабан-Кир

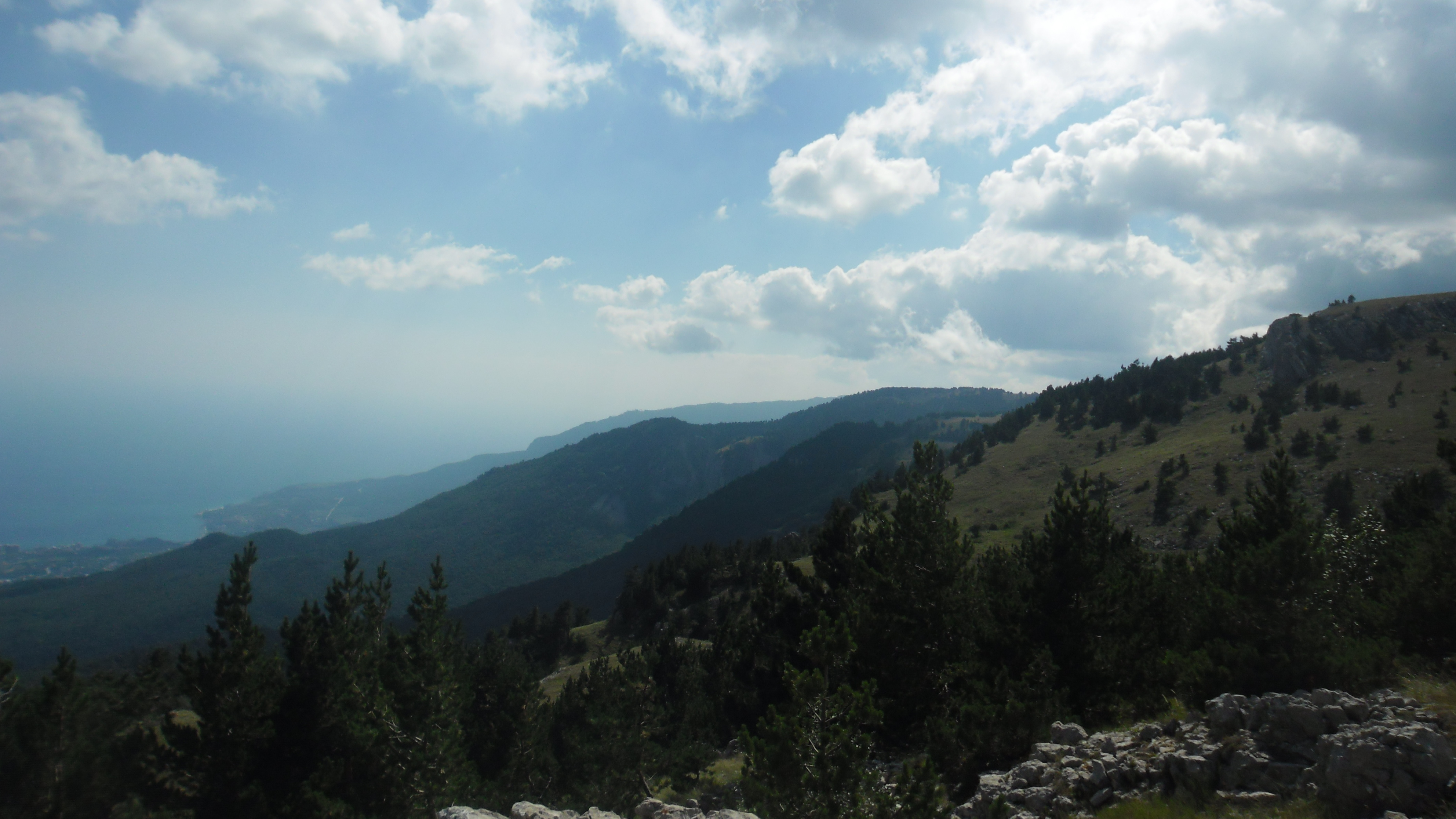
Південно-західні відроги Бабуган-Яйли з горою Хабан-Кир. 2016 р.

Хабан-Кир — гора в Криму. Розташована на південно-західному крилі Бабуган-Яйли. Висота 1413 м. Південні схили (до Чорного моря) - лісисті.